# Leipzig Bayerischer Bahnhof
Leipzig Bayerischer Bahnhof – stacja kolejowa w Lipsku, w kraju związkowym Saksonia, w Niemczech. Znajduje się na południe od Starego Miasta i od Bayrischer Platz. Stacja została wybudowana w 1842 roku przez Sächsisch-Bayerische Eisenbahn-Compagnie i do jej zamknięcia w 2001 roku była najstarszą działającą stacją końcową w Niemczech (inne źródła mówią o najstarszej zachowanej stacji końcowej na świecie). Tory zostały całkowicie zburzone w ramach prac budowlanych w ramach City Tunnel Leipzig. Została zastąpiona przez stację podziemną, która została oddana do użytku w grudniu 2013 r.
Portyk byłego dworca kolejowego jest pomnikiem historii pod ochroną państwową. Według DB Station&Service ma kategorię 5.

## Linie kolejowe
- Linia Tunel średnicowy w Lipsku
- Linia Leipzig – Hof